# Dâmbovița
Dâmbovița (česky Dambovice) je župa v Rumunsku. Leží v rumunském Valašsku a jejím hlavním městem je Târgoviște. Název pochází od řeky Dâmbovița.

## Charakter župy
Dâmbovița hraničí s župami Ilfov a Prahova na východě, Argeș na západě, Brașov na severu a Teleorman a Giurgiu na jihu. Rozloha župy je 4 054 km², její území je severojižního tvaru, na severu se zvedá až k 2 500 m (vrchol Omul, vysoký – 2 507 m n. m.), k jihu se svažuje postupně do valašské nížiny. Jižní částí území procházejí železniční tratě a dálnice. Hlavní město, Târgoviște, se nachází přímo uprostřed území župy a je tu jediným větším městem. Žije zde celkem 554 000 lidí, 96 % z nich jsou Rumuni; největší minoritou zde jsou Romové.

## Významná města
- Târgoviște (hlavní město)
- Găești
- Pucioasa
- Titu
- Fieni